# Зелёная Диброва (Корсунь-Шевченковский район)
Зелёная Диброва (укр. Зелена Діброва) — посёлок в Корсунь-Шевченковском районе Черкасской области Украины.
Население по переписи 2001 года составляло 40 человек. Почтовый индекс — 19410. Телефонный код — 4735.

## Местный совет
19410, Черкасская обл., Корсунь-Шевченковский р-н, с. Пешки